# Црква Преподобног Сисоја Великог у Поточарима
Црква Преподобног Сисоја Великог једнобродна је грађевина у Поточарима, општина Сребреница, Република Српска. Припада епархији зворничко-тузланској, а посвећена је Сисоју Великом.
Градња цркве започета је 1999. године према пројекту архитекте Велимира Стојановића. Сазидана је од ситне цигле, димензија је 17 × 8,36 m и има дрвени звоник. Темеље је исте године осветио Епископ зворничко-тузлански Василије. Земљиште за изградњу цркве поклонила је општина Сребреница црквеној општини, али су радови на изградњи обустављени 2000. године по решењу општинских власти на основу одлуке високог представника ЕУ у Босни и Херцеговини, којом се стављају ван снаге све одлуке свих општина у БиХ о поклањању, даривању у закуп и отуђењу земљишта од 5. априла 1992. године. Због ових дешавања, поред цркве у изградњи постављен је монтажни објекат који се користи као богослужбени простор. Површина порте је 5.070 метара квадратних.